# Pink (Aerosmith)
Pink è una canzone del gruppo hard rock statunitense Aerosmith, scritta dal cantante del gruppo Steven Tyler e dagli scrittori professionisti Richie Supa e Glen Ballard. È stato pubblicato nel 1997 come terzo singolo estratto dall'album Nine Lives. Ha inoltre vinto nel 1999 un Grammy Award come migliore Performance Rock composta da un gruppo o da un duo.

## Tracce
1. Pink (The South Beach Mix) – 3:54
2. Pink (Album Version) – 3:55
3. Taste of India (Album Version) – 5:53

## Posizioni in classifica
La canzone si è posizionata #27 nella Billboard Hot 100, #38 in Gran Bretagna e #19 in Lettonia. È rimasta in prima posizione nella Mainstream Rock Tracks per quattro settimane.

## Testo e struttura della canzone
L'inizio della canzone è evidenziato dall'armonica a bocca di Steven Tyler, seguita da ritmi bassi e suoni distorti delle chitarre acustiche ed elettriche. La maggior parte dei versi che compongono il testo della canzone iniziano con la parola "Pink" (ad esempio Pink it's my new obsession, Pink as the bing on your cherry, Pink it was love at first sight, ecc.); tuttavia l'unica parte nella quale non è citata la parola "Pink" è il coro/ritornello (And I think everything is going to be all right / No matter what we do tonight). La parola Pink è spesso utilizzata in questa canzone con riferimento all'amore verso la vagina (infatti il termine "pink" viene utilizzato nel gergo appunto con riferimento alla vagina).

## Video musicale
In quel tempo (1997) il video di Pink appariva molto "tecnologico", in quanto utilizza la tecnologia digitale per cambiare l'aspetto dei protagonisti.
Nel 1998 il videoclip ha vinto un MTV Video Music Award per il Migliore Video Rock.

## Live
La canzone è sempre stata suonata durante tutte le tappe del Nine Lives Tour. Alcune volte è suonata in unione con un altro singolo estratto dall'album Nine Lives, Falling in Love (Is Hard on the Knees).